# Mashū Ishiwatari
Mashū Ishiwatari (石渡 真修 Ishiwatari Mashū?,  Ayase, Kanagawa, 7 de enero de 1993) es un actor japonés, afiliado a Timely Office.

## Filmografía

### Teatro
- Ikebukuro Rainbows 〜2012 haru〜 (2012, Sasadzuka Factory)
- 99 No Namida 〜Namida ga Kokoro o IAyasu 〜 rōdoku-kai (2012, Imagin Studio)
- Waraukado ni wa, dai Ōsaka (2012, Namba Grand Kagetsu) como Eisuke Yoshimoto
- The Prince of Tennis (2012, Tokyo Dome City Hall) como Momoshiro Takeshi
- Psychic Detective Yakumo (2015, Nuevo teatro nacional) como Takatoshi Totsuka
- Gokujō Bungaku Sōmeikyū (2015, Kinokuniya Hall) como Yōkai
- Ao no Voyage (2015, Shinjukumura Live) como Haru
- Sengoku Assassin (2015, Za-Koenji Theatre) como Saizō Kirigaku
- Blood-C: The last Mind (2015, Setagaya Public Theater) como Yō
- Hakkenden: Tōhō Hakken Ibun (2015, Theatre Sunmall) como Kaname Ozaki
- Gekirin Android (2015, Tokyo Metropolitan Art Space) como Jūzō
- Sanada Jūyūshi Densetsu (2015, Space Zero) como Saizō Kirigaku
- Hakuōki (2015, Theatre Sunmall) como Heisuke Tōdō
- Cardfight!! Vanguard ~Virtual Stage~ (2016, AiiA 2.5 Theater Tokyo) como Taishi Sanwa
  - Cardfight!! Vanguard|Cardfight!! Vanguard ~Virtual Stage~: Link Joker Arc (2017, AiiA 2.5 Theater Tokyo)
- Nobunaga's Ambition (2016, Space Zero) como Hideyoshi Nyashiba
- Zankyō no Terror (2016, Zepp Blue Theater Roppongi) como Tsuerubu (Kumi Fuyuji)
- Kumo wa waki, hikari afurete (2016, Kinokuniya Southern Theatre TAKASHIMAYA)
- WORLD〜beyond the destiny〜 (2016, Space Zero)
- Makai Ōji (2016, Space Zero) como William Twining
  - Makai Ōji: The Sencond Spirit (2017, Shinjuku Face) como William Twining
- Little Hero (2016, Sanrio Puroland) como George
- Ayakashi no Maki (2016, Kyrian Small Hall)
- Rose Guns Days (2016, Haiyuza Theater) como Wayne Kamiji
- Aoharu x Machinegun (2016, AiiA 2.5 Theater Tokyo/Shin Kobe Oriental City) como Shinkansen Tohoku
- Twilight·Fore·Clover·Genesis (2016, Basement Monster)
- Ogre Slayer: Genpei Oni Emaki (2017, Rikkōkai)
- Gag Manga Biyori (2017, La Foret Harajuku) como Demonio[2]
- Reading Musical in White Chapel (2017, Hotel Tokyo Garden Palace)
- All Out! (2017, Zepp Blue Theater Roppongi) como Atsushi Miyuki
- Ai★chū za sutēji (2017) como Satsuki Kuruki
- Rose Guns Days 2 (2017, Lazona Kawasaki Plazasol) como Wayne Kamiji
- Kaminari Gaoka ni Yukigafuru (2017, Haiyuza Theater) como Narukami
- Oukiku Furi Kabutte (2018, Sunshine Theatre)[3]
- Messiah tsukiuta Osamu koku (2018, Tomiharu Stage)[4]

### Películas
- Bokutachi no After School (2011)
- Eiken Boogie ~Tears Return Match~ (2015) como Yūji Nozaki
- Hakuōki (2016) como Heisuke Tōdō
- Blood-C (2017) como You

### Televisión
- Hakuōki (2015, Tokyo MX) como Heisuke Tōdō
- Neko no Hitai Hodo Waido (2017, TV Kanagawa) como Invitado regular